# Philippe de Carteret II
Philippe de Carteret II (ur. 18 lutego 1584, zm. 22 sierpnia 1643) 3. Senior Sarku i 15. Senior Saint Ouen w latach 1594 - 1643, oraz baliw Jersey w latach 1627 - 1643. 

## Życiorys
Został immatrykulowany do Uniwersytetu Oksfordzkiego w 1594 roku (gdy miał 10 lat), jednak w tym samym roku odziedziczył po ojcu tytuł Seniora Sarku. Został pasowany na rycerza w 1617 roku, a w 1627 został baliwem Jersey. Zmarł w 1643, a jego następcą został jego syn, Philippe de Carteret III.

## Angielska wojna domowa
Philippe de Carteret II był zagorzałym rojalistą podczas Angielskiej wojny domowej. Kiedy Karol II przybył na Jersey, Philippe de Carteret wraz ze swoim kuzynem George'em de Carteret byli jego eskortą. 

## Rodzina
Philippe wyszedł za Anne Dowse (1587-1664). Z którą miał dzieci:
- Philippe de Carteret III który po jego śmierci został kolejnym Seniorem Sarku
- Peyton (zm. we wrześniu 1652) utonął wraz z księciem Maurycym Wittelsbachem
- Zouch
- Gedeon (zm. 1643)
- Francis
- Thomas
- Edward
- Elizabeth
- Margaret
- Anne[1]